# Steve Marcus
Steve Marcus, eigentlich Stephen David Marcus, (* 18. September 1939 in New York; † 25. September 2005 in New Hope, Pennsylvania) war ein US-amerikanischer Jazzmusiker (Tenorsaxophon, Sopransaxophon). Er zählt zu den Pionieren des Fusionjazz.

## Leben und Wirken
Marcus wollte zunächst Gitarre spielen, fand aber keine Ausbildungsmöglichkeit, so dass er stattdessen Klarinette lernte, er wechselte mit 15 Jahren zum Saxophon. Von 1959 bis 1963 studierte er in Boston am Berklee College of Music. 1963 spielte er im Orchester von Stan Kenton, bevor dieser es auflöste. Er arbeitete nun mit Woody Herman und Gary Burton. Außerdem leitete er seine eigenen Bands. Ab 1966 war er Mitglied der Herbie Mann Group. Daneben arbeitete er erstmals mit Larry Coryell zusammen
, 
Sein, von Herbie Mann produziertes Debütalbum Tomorrow Never Knows ist nach Einschätzung von AllMusic eine der frühen und erfolgreichen Grenzüberschreitungen zwischen Jazz und Psychedelic Rock. 1969 kamen Marcus und Coryell in Foreplay wieder zusammen, einem Vorläufer ihres späteren Fusion-Projekts Eleventh House. 1970 tourte Marcus mit der Band von Sonny Sharrock durch Japan. Ab 1975 arbeitete er mit Buddy Rich zusammen; auf seine Initiative wandte sich Rich mit seiner Bigband dem Rock und der Elektronik zu, was der Formation half, in einer Zeit relevant zu bleiben, in der die meisten Bigbands sich aufzulösten. Nach dem Tod von Rich 1987 übernahm Marcus die Leitung der Band; 1999 nahm er mit anderen Ehemaligen das Album Buddy’s Buddies auf. Im folgenden Jahr schlossen er und Coryell sich erneut zusammen, diesmal als Count’s Jam Band. 2007 erschien sein Album Steve Marcus Project mit Bill Bruford.

## Diskografische Hinweise
- 1968 – Tomorrow Never Knows
- 1968 – Count’s Rock Band
- 1969 – The Lord’s Prayer
- 1970 – Steve Marcus, Miroslav Vitouš, Sonny Sharrock, Daniel Humair: Green Line
- 1971 – Steve Marcus, Jiro Inagaki & Soul Media: Something (weltweit erste kommerzielle Digitalproduktion)
- 1976 – Something Other Than Now
- 2001 – Larry Coryell, Steve Marcus, Steve Smith, Kai Eckhardt: Count’s Jam Band Reunion